# Doricha
Doricha is een geslacht van vogels uit de familie kolibries (Trochilidae) en geslachtengroep Mellisugini (bijkolibries). 

## Soorten
Het geslacht kent de volgende soorten:
- Doricha eliza  – Mexicaanse schaarstaartkolibrie
- Doricha enicura  – Kleine schaarstaartkolibrie